# Jani Ikonen
Jani Ikonen, född 1978, är en finländsk illustratör och grafisk formgivare.
Jani Ikonen har utbildats i grafik vid Tammerfors yrkeshögskola. Han vann 2013 tillsammans med Seita Vuorela det första Nordiska rådets pris för barn- och ungdomslitteratur för Karikko (Blindskär). Hans teckningar i romanen är fotoliknande. 
Jani Ikonen bor och arbetar i Tammerfors.